# Фокамберг
Фокамберг (фр. Fauquembergues) — коммуна во Франции, регион О-де-Франс, департамент Па-де-Кале, округ Сент-Омер, кантон Фрюж. Расположенf в 76 км к западу от Лилля и в 48 км к югу от Кале, в 12 км от автомагистрали А26 «Англия», на берегу реки А.
Население (2018) — 972 человека.

## Достопримечательности
- Церковь Святого Лежье XIV-XVI веков

## Экономика
Уровень безработицы (2017) — 22,5 % (Франция в целом — 13,4 %, департамент Па-де-Кале — 17,2 %). 

Среднегодовой доход на 1 человека, евро (2018) — 17 130 (Франция в целом — 21 730, департамент Па-де-Кале — 19 200).

## Демография
Динамика численности населения, чел.

## Администрация
Пост мэра Фокамберга с 2001 года занимает социалист Ален Мекиньон (Alain Mequignon). 
| Период | Период | Фамилия       | Партия    | Примечания           |
| ------ | ------ | ------------- | --------- | -------------------- |
| 2001   |        | Ален Мекиньон | социалист | менеджер по закупкам |

## Примечания

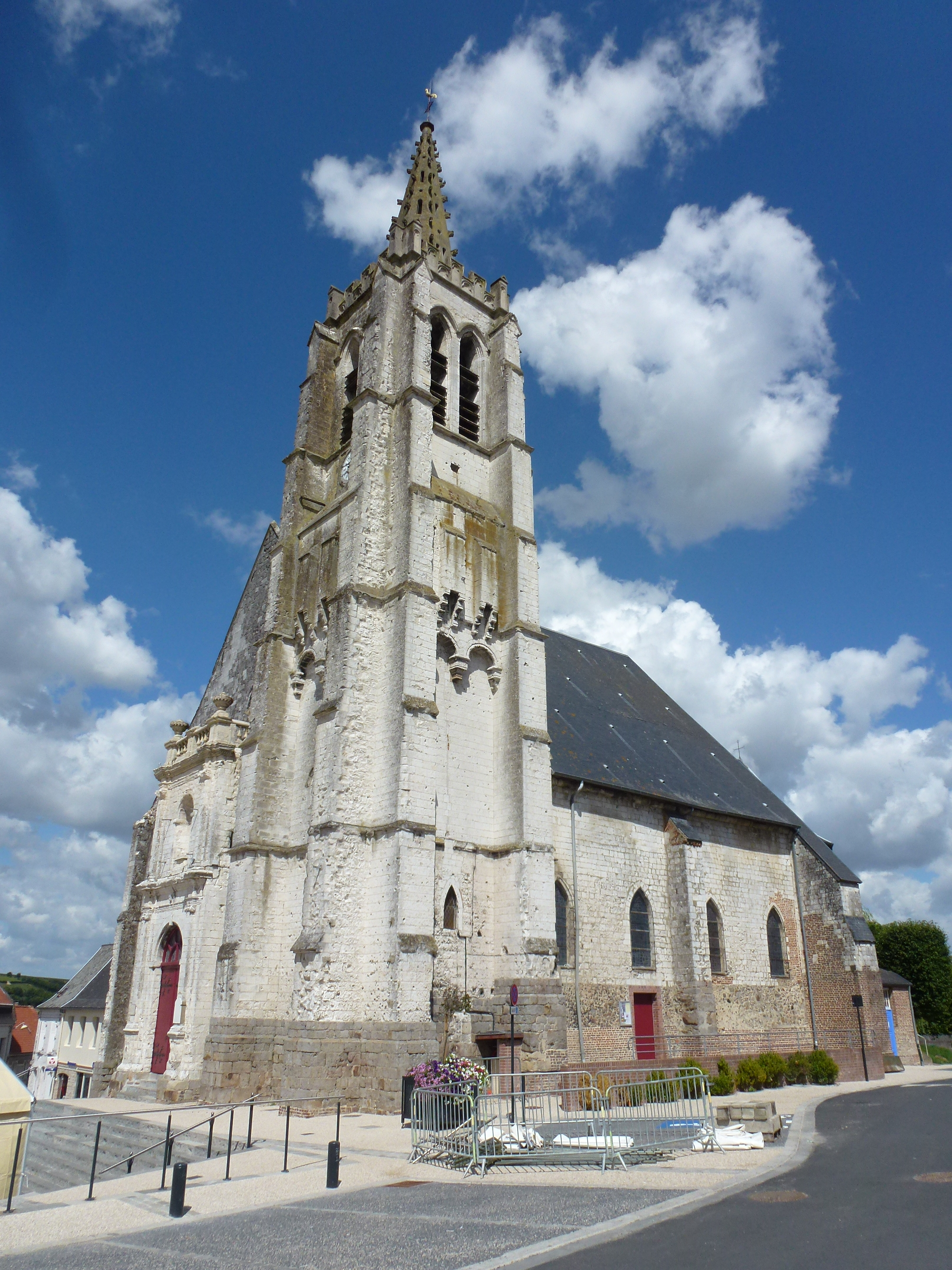
Церковь Святого Лежье